# سسک بیابانی
سسک بیابانی آسیایی (نام علمی: Sylvia nana) پرنده‌ای از سرده سسک‌های نمادین (Sylvia) در تیرهٔ سسکیان در راستهٔ گنجشک‌سانان است. این پرنده در ایران نیز یافت می‌شود.
زیستگاه این پرنده بیابان‌های مرکز و غرب آسیا، شرق اروپا (دلتای ولگا)، مغولستان داخلی در چین) است. این پرنده کوچنده در زمستان به زیستگاه‌های مشابه در جنوب غربی آسیا (شبه‌جزیره عربستان تا شمال غربی هند) و شمال شرق دور آفریقا (مناطق ساحلی دریای سرخ) می‌رود.
سسک بیابانی (Desert Warbler) در گذشته برای دو گونه پرنده از سسکیان به کار می‌رفت که امروزه جدا شده‌اند:
- سسک بیابانی افریقایی Sylvia deserti
- سسک بیابانی آسیایی Sylvia nana (همین مقاله)